# Settimo cielo (film 1937)
Settimo cielo (Seventh Heaven) è un film del 1937 diretto da Henry King.
Il film è un remake della pellicola Settimo cielo del 1927 che aveva avuto maggior successo grazie anche ai tre Oscar vinti: miglior regia, sceneggiatura e attrice protagonista.
È il primo film con James Stewart protagonista.

## Trama
Uno spazzacamino si innamora di un'orfana, cresciuta sulle strade di Parigi. La Grande Guerra del 1914-18 li separa e lui tornerà dal fronte cieco. La ragazza gli starà vicino con amore.